# Ziua Sfântului Patriciu
Ziua Sfântului Patriciu sau Sărbătoarea Sfântului Patriciu (în irlandeză Lá Fhéile Pádraig) este o sărbătoare culturală și religioasă care are loc pe 17 martie, sărbătoare Sfântului Patriciu († 461), cel mai important sfânt patron al Irlandei.
Ziua Sfântului Patriciu a fost făcută o zi oficială de sărbătoare creștină la începutul secolului al XVII-lea și este sărbătorită de Biserica Romano-Catolică, comuniunea anglicană (în special Biserica Irlandei), Biserica Ortodoxă de Est și Biserica Luterană. Ziua îl omagiază pe Sfântul Patrick și sosirea creștinismului în Irlanda și sărbătorește cultura Irlandei în general. Festivitățile implică, în general, paradele și festivalurile publice, céilís-urile și purtarea de ținute verzi sau de trifoi irlandez (shamrock). Creștinii practicanți participă, de asemenea, la slujbele religioase. Restricțiile privind Postul Mare legate de mâncare și consumul de alcool au fost ridicate pentru ziua respectivă, ceea ce a încurajat și propagat tradiția de consum de alcool în timpul sărbătorii.
Ziua Sfântului Patriciu este o sărbătoare publică în Republica Irlanda, Irlanda de Nord, provincia canadiană Newfoundland și Labrador (pentru angajații guvernului provincial) și teritoriul britanic de peste mări din Montserrat. Este, de asemenea, sărbătorit pe scară largă în Regatul Unit, Canada, Statele Unite, Brazilia, Argentina, Australia și Noua Zeelandă, în special în rândul diasporei irlandeze. Ziua Sfântului Patrick este sărbătorită în mai multe țări decât orice alt festival național. Sărbătorile moderne au fost influențate foarte mult de cele ale diasporei irlandeze, în special de cele care s-au dezvoltat în America de Nord. Cu toate acestea, au existat critici cu privire la sărbătorile de Ziua Sfântului Patrick pentru că au devenit prea comercializate și pentru încurajarea stereotipurilor negative ale poporului irlandez.

## Sărbătoarea Sfântului Patrick în Irlanda

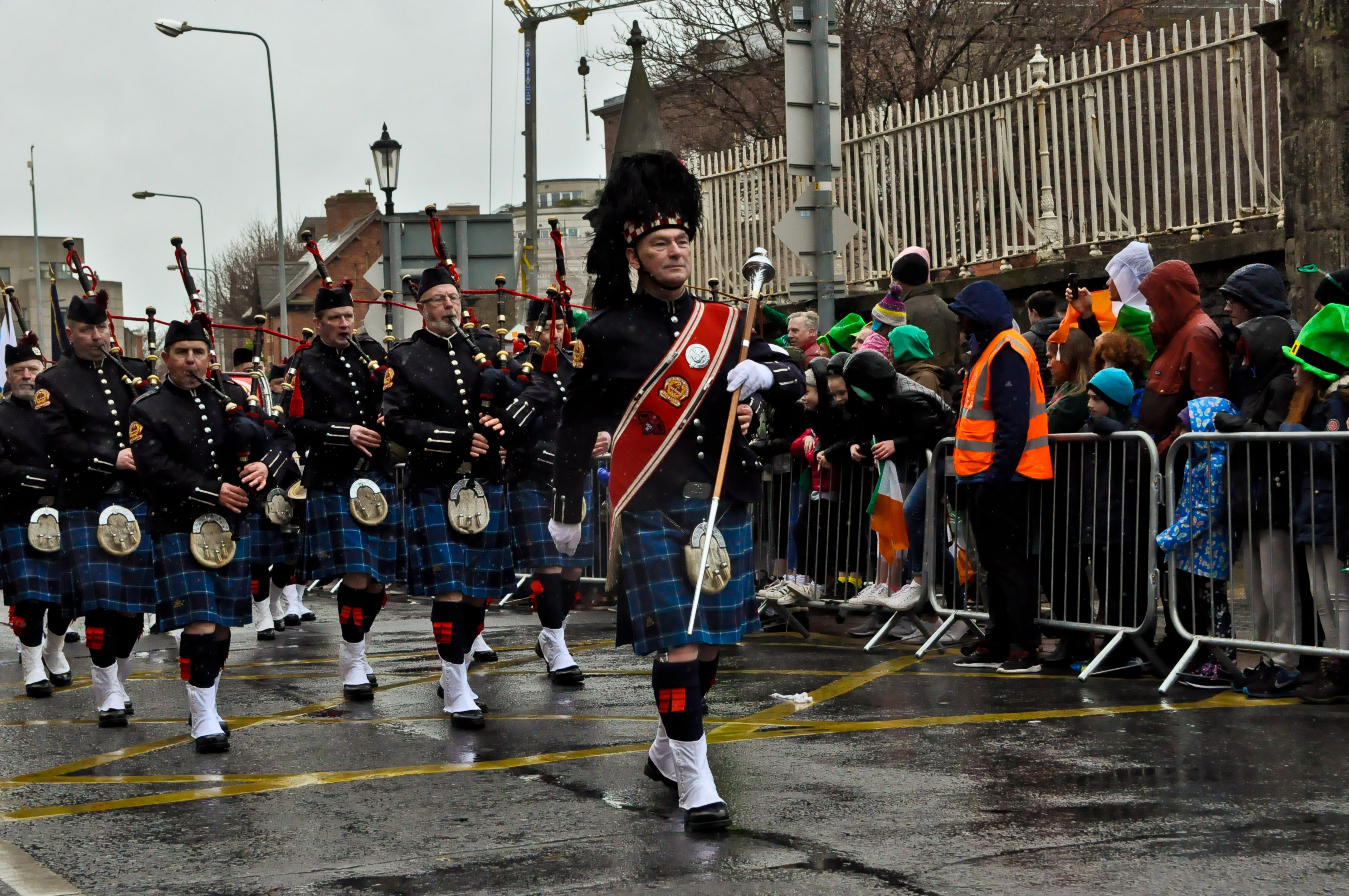
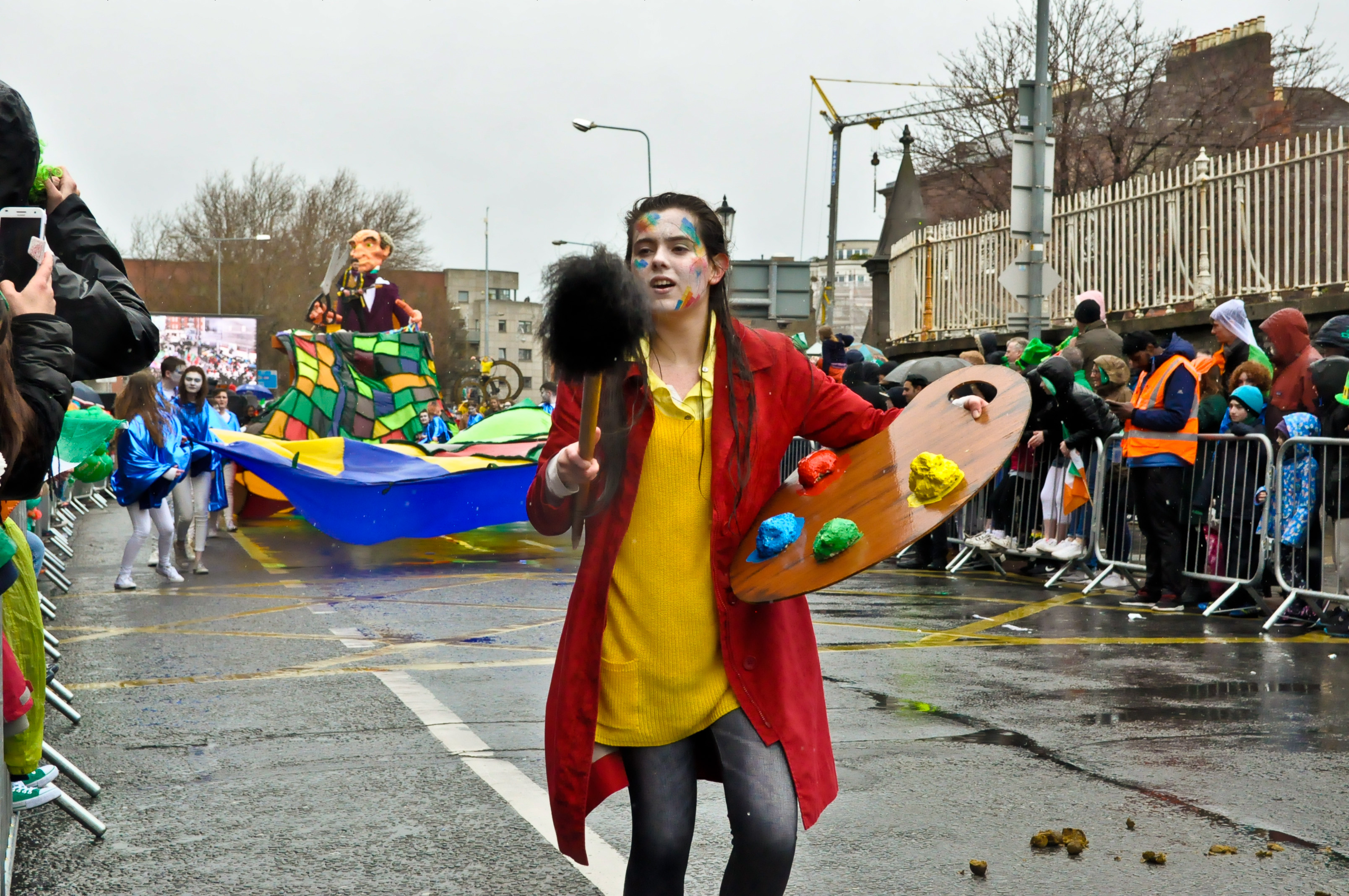
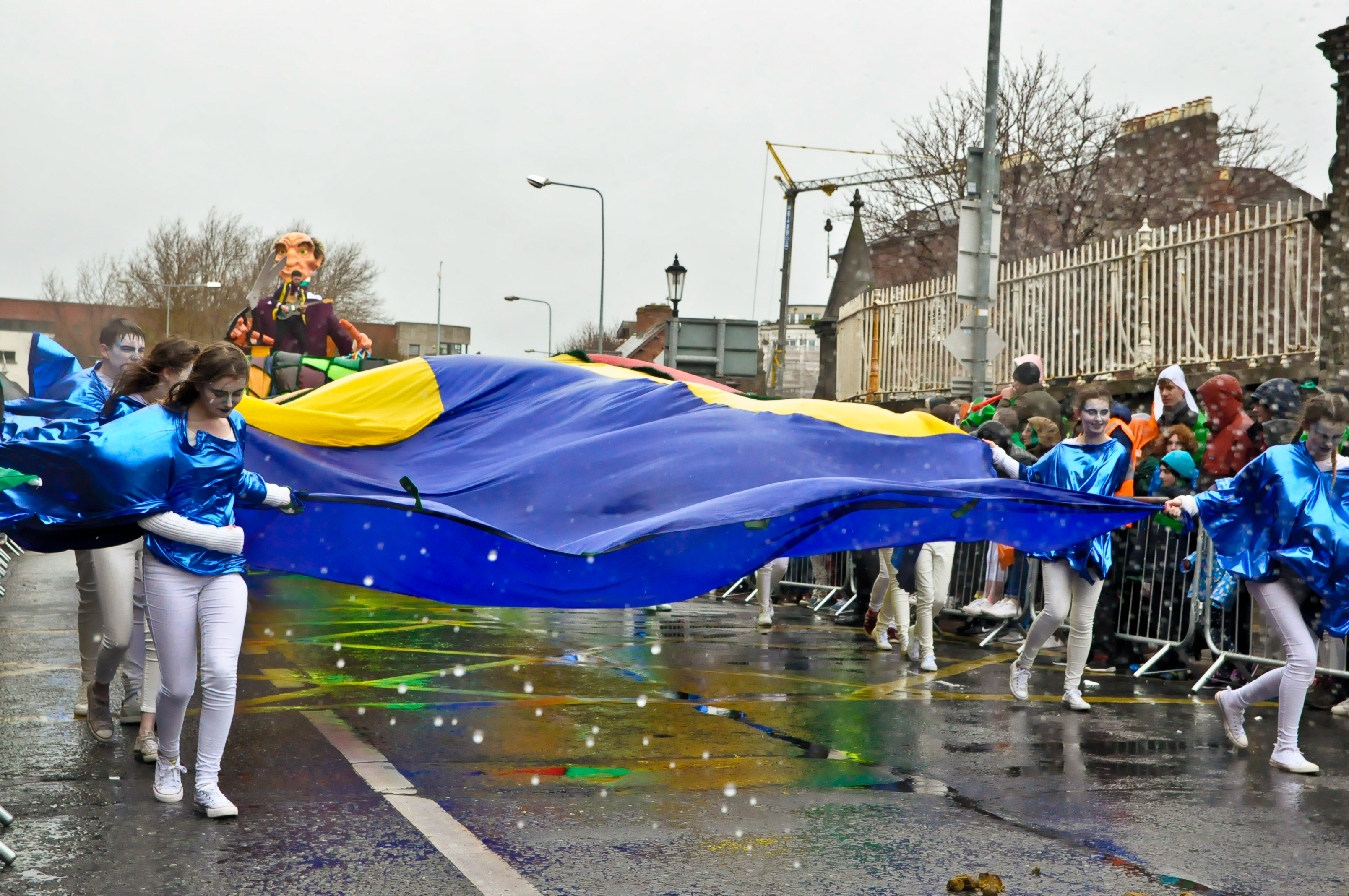
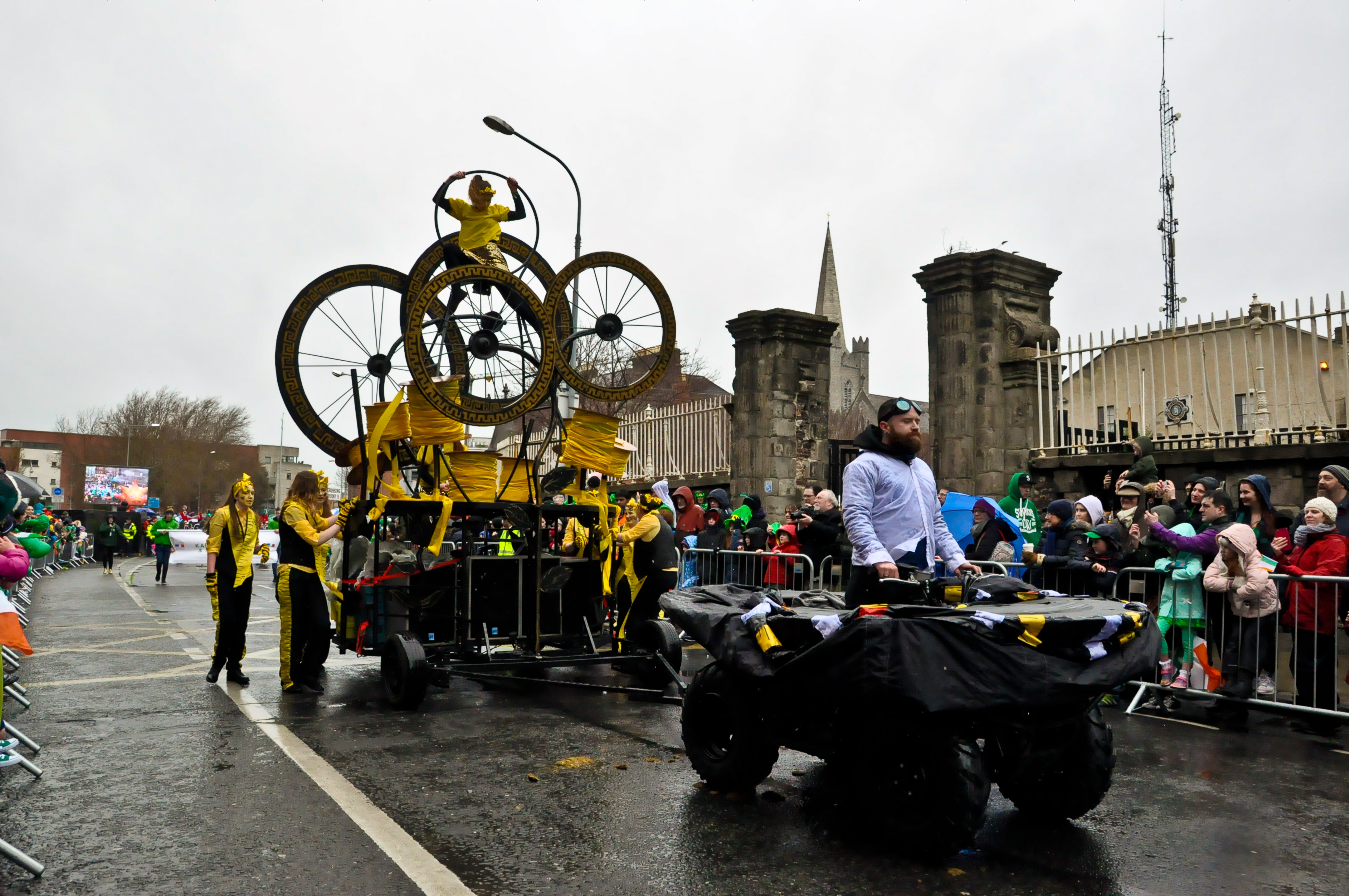
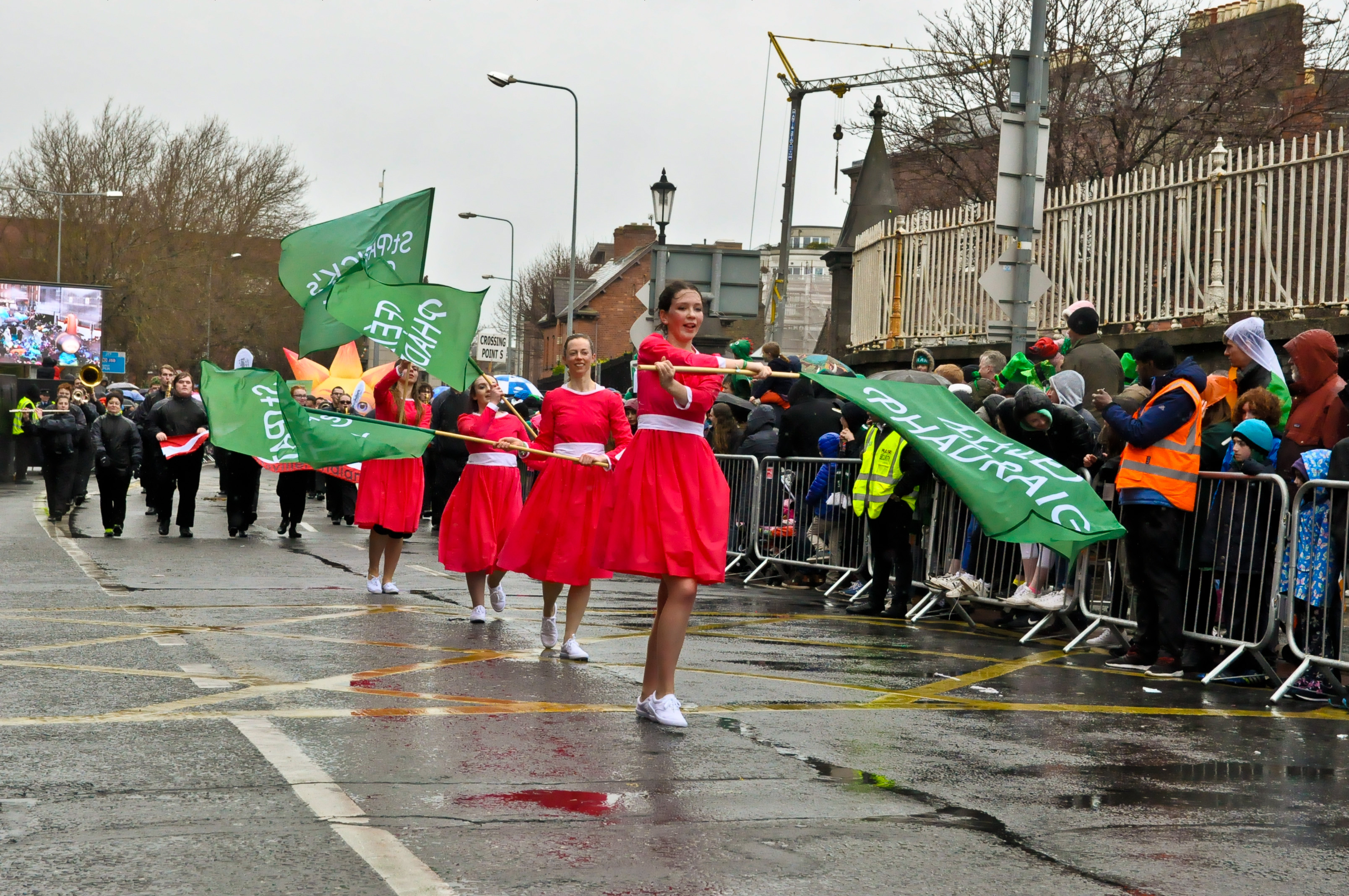
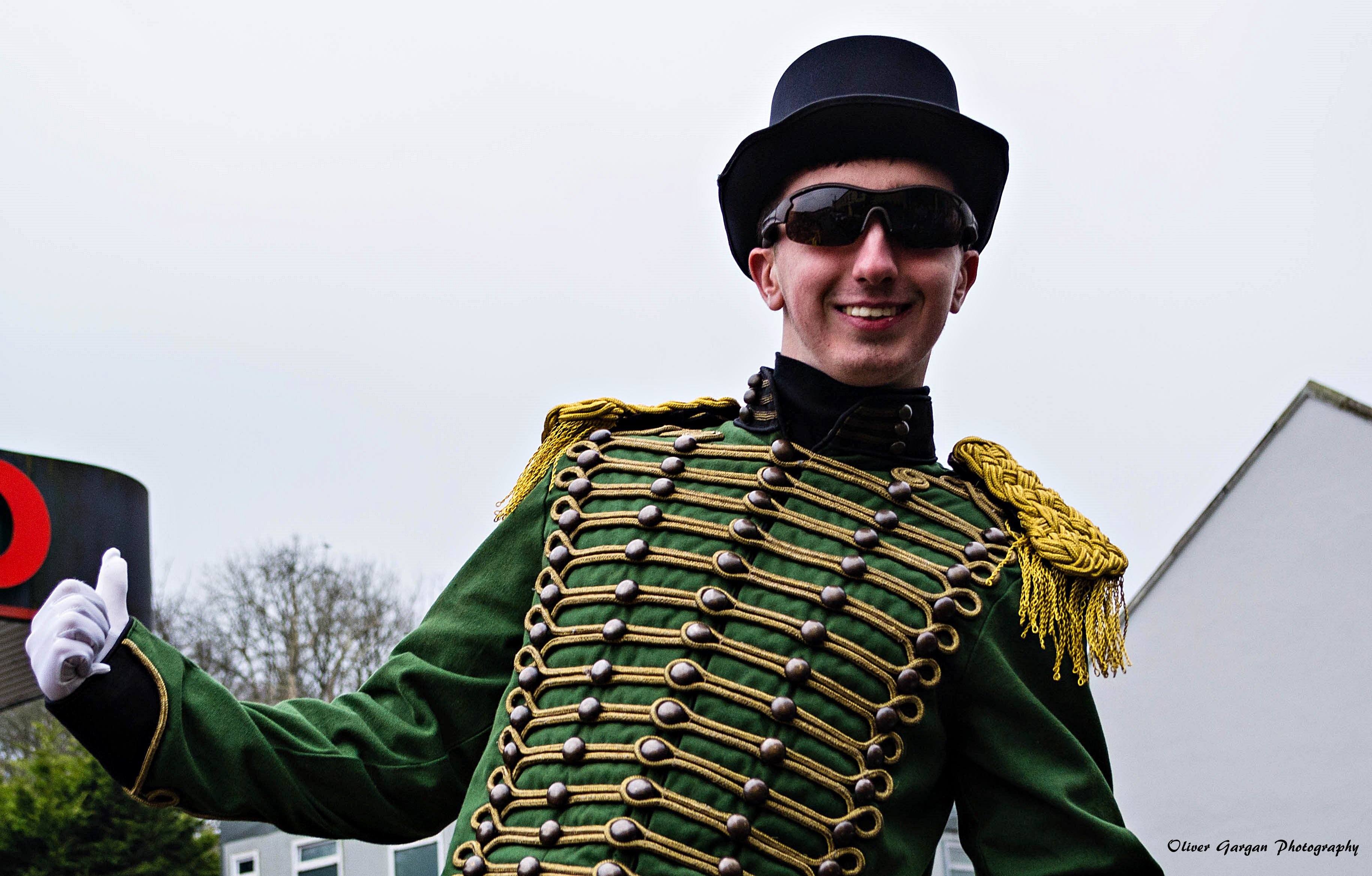
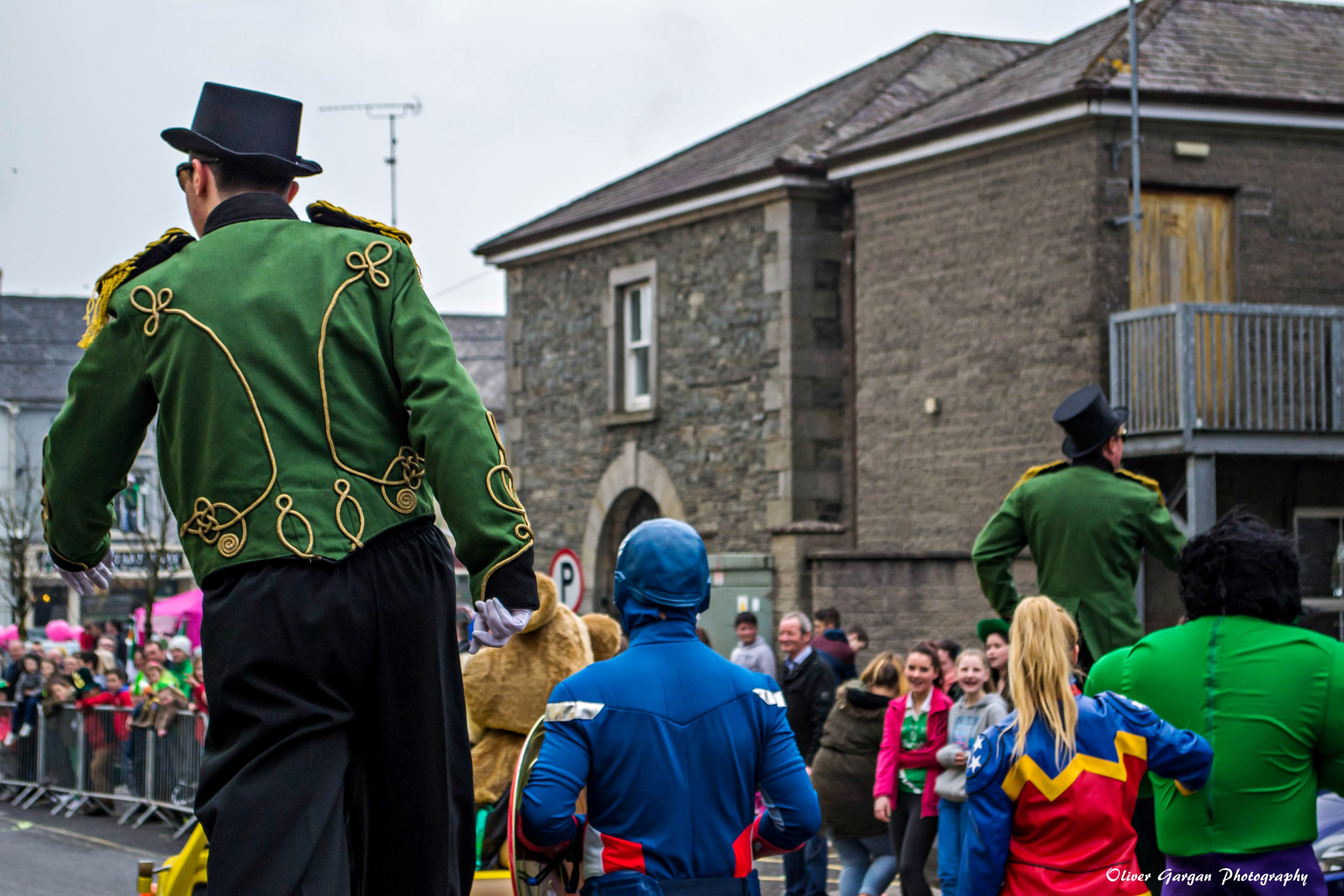
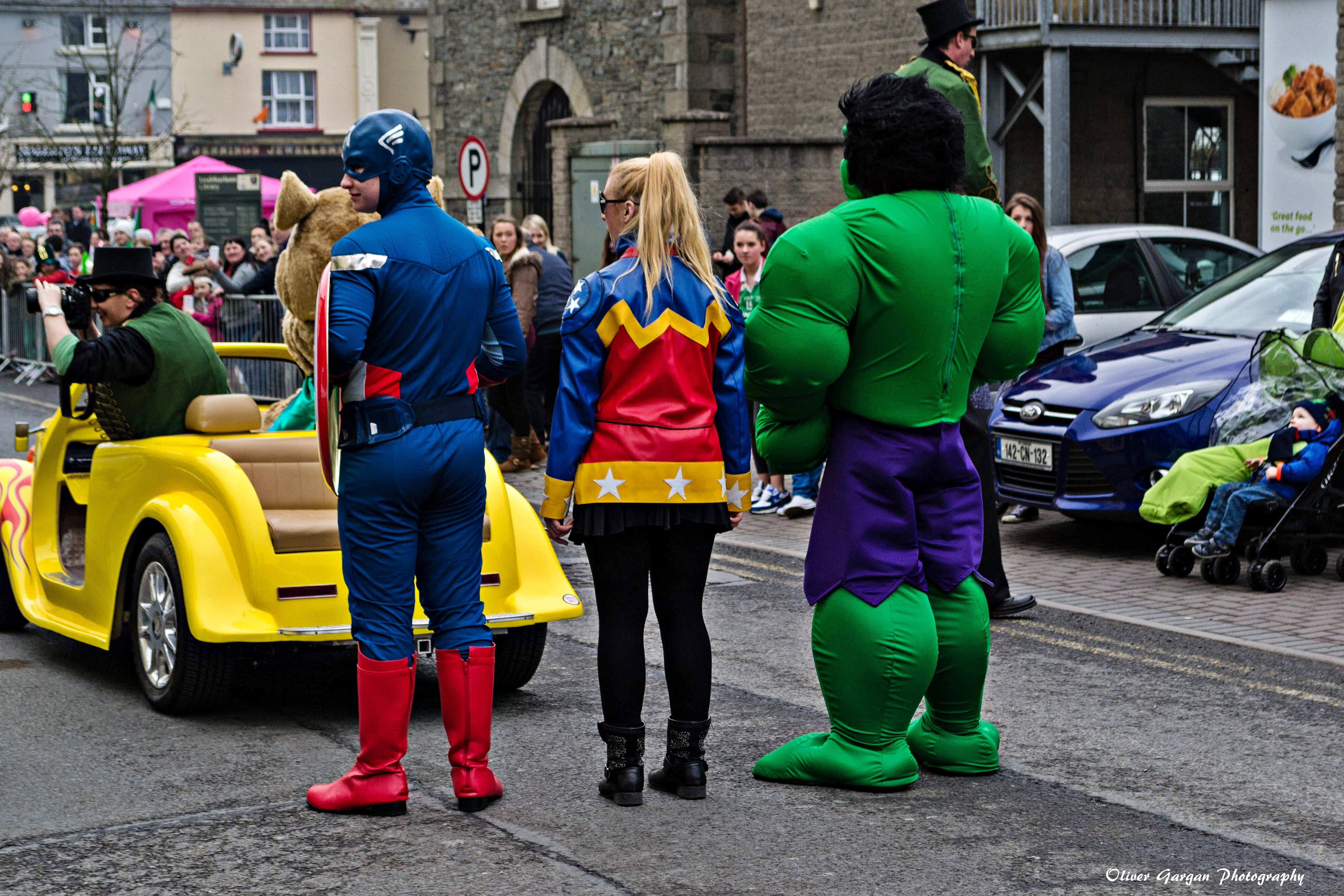

## Legături externe
- Ziua Sfântului Patriciu pe Curlie
- Saint Patrick's Day History – slideshow by The Huffington Post
- Saint Patrick's Day on The History Channel